# Angelo Perugini
Angelo Augusto Perugini (Jacutinga, 6 de abril de 1955 — São Paulo, 1º de abril de 2021) foi um professor e político brasileiro, filiado ao Partido Social Democrático (PSD).
Exercia seu quarto mandato como prefeito de Hortolândia.
Era o irmão mais velho de Agnaldo Perugini, ex-prefeito de Pouso Alegre e ex-marido de Ana Perugini, atualmente deputada estadual.

## Trajetória
Desde que deixou a casa dos pais em Jacutinga, sua cidade natal, em Minas Gerais, com pouco mais de 10 anos, para se dedicar ao sacerdócio.
Era pai de três meninas, já foi seminarista e atuou como professor na rede estadual de ensino. Chegou a Hortolândia em 1981, quando o município pertencia a Sumaré.
Nessa trajetória, foi coordenador a Secretaria Estadual do Movimento dos Trabalhadores Sem Terra (MST), em 1985; candidato a deputado estadual em 1986; vereador em Sumaré (1989/1992); candidato a prefeito de Hortolândia (eleições de 1992 e 2000); vice-prefeito (1996/2000) e prefeito da cidade (2005/2012), pelo Partido dos Trabalhadores, do qual se desligou no dia 1º de março de 2016. Em 2014, conquistou a cadeira de deputado estadual depois de receber 94.174 votos.
Seu atual mandato como prefeito de Hortolândia foi até 01/04/2021.

## Morte
Morreu em São Paulo, no dia 1 de abril de 2021, vítima de COVID-19.